# Zona de Defensa 2
La Zona de Defensa 2 (Z Def 2) fue una de las cinco zonas de defensa del Ejército Argentino creadas originalmente por el Plan de Capacidades Marco Interno de 1972.

## Historia
La jurisdicción de la Zona 2 abarcaba las provincias de Chaco, Corrientes, Entre Ríos, Formosa, Misiones y Santa Fe.

## Organización
La Zona de Defensa 2 se organizaba en:
- el Comando (Cdo Z Def 2), a cargo del Comando del II Cuerpo con sede en la Guarnición Militar Rosario;
- la Subzona 21 (a cargo del segundo comandante del II Cuerpo), conformada por Santa Fe y parte de Entre Ríos;[4]
- la Subzona 22 (a cargo del Comando de la II Brigada de Caballería Blindada), compuesta por toda la Entre Ríos no comprendida por la Subzona 21;[5]
- la Subzona 23 (a cargo del Comando de la VII Brigada de Infantería), compuesta por Chaco, Formosa, Misiones y parte de Corrientes;[6]
- y la Subzona 24 (a cargo del Comando de la III Brigada de Infantería), compuesta por toda la Corrientes no comprendida por la Subzona 23.[7]

## Comandantes
Los comandantes de la Zona de Defensa 2 fueron:
- General de brigada Ramón Genaro Díaz Bessone (1975-1976)
- General de división Leopoldo Fortunato Galtieri (1976-1979)
- General de división Luciano Adolfo Jáuregui (1979-1980)
- General de división Juan Carlos Ricardo Trimarco (1980-?)